# 스몰렌스카야역 (아르바츠코포크롭스카야선)
스몰렌스카야역(러시아어: Смоленская)은 모스크바 지하철 아르바츠코 포크롭스카야 선의 역이다. 1953년에 동일 역명의 오래된 역을 대체하기 위해 건설되었지만, 그 역은 나중에 필룝스카야 선의 일부로 재개통되었고 두 역은 연결되어 있지 않다.

## 역사
이 역은 1953년 4월 5일에 개통하였고, 모스크바 지하철 역 '키브스키코보'가 개통되었다.

## 디자인
스몰렌스카야 역에는 네모난 흰색 대리석 기둥과 비스듬한 모서리가 있는 장식용 콘센트, 장식용 그릴이 장식용 스콘 뒤에 숨겨져 있다. 연단 끝에는 '러시아의 수호자'라는 제목의 G.I. 모토빌로프의 베이스 릴리프가 그려져 있는데, 이 작품은 전투 중인 붉은 군대의 병사들을 묘사하고 있다. 본 역의 건축가는 이고르 로진(Igor Rozhin)과 G. P. 야코블레프(G. P. Yakovlev)이다. 수면 아래 50m 지점에서 스몰렌스카야 역은 파르크 포베디 역 구간이 개통되기 전까지 노선에서 가장 깊은 역이었다.

## 테마
스몰렌스카야 역의 디자인은 전쟁 역사에 관한 것이다. 기차역의 조종사들은 반콜론 각도로 장식된 하얀 대리석으로 장식되어 있다. 바닥은 어두운 대리석으로 되어 있고 복도 옆에는 흰색과 빨간 대리석이 있다. 벽에는 흰색 세라믹 타일이 있으며 바닥에는 검은 대리석이 있다. 대합실은 벽난로 위에 있는 칸델브라와 복도 아래에 있는 램프에 의해 조명된다. 모토빌(Motovilov)은 모국을 지키는 사람들에게 헌신한다.

## 같이 보기
- (러시아어) metro.ru